# كهرمان لبناني

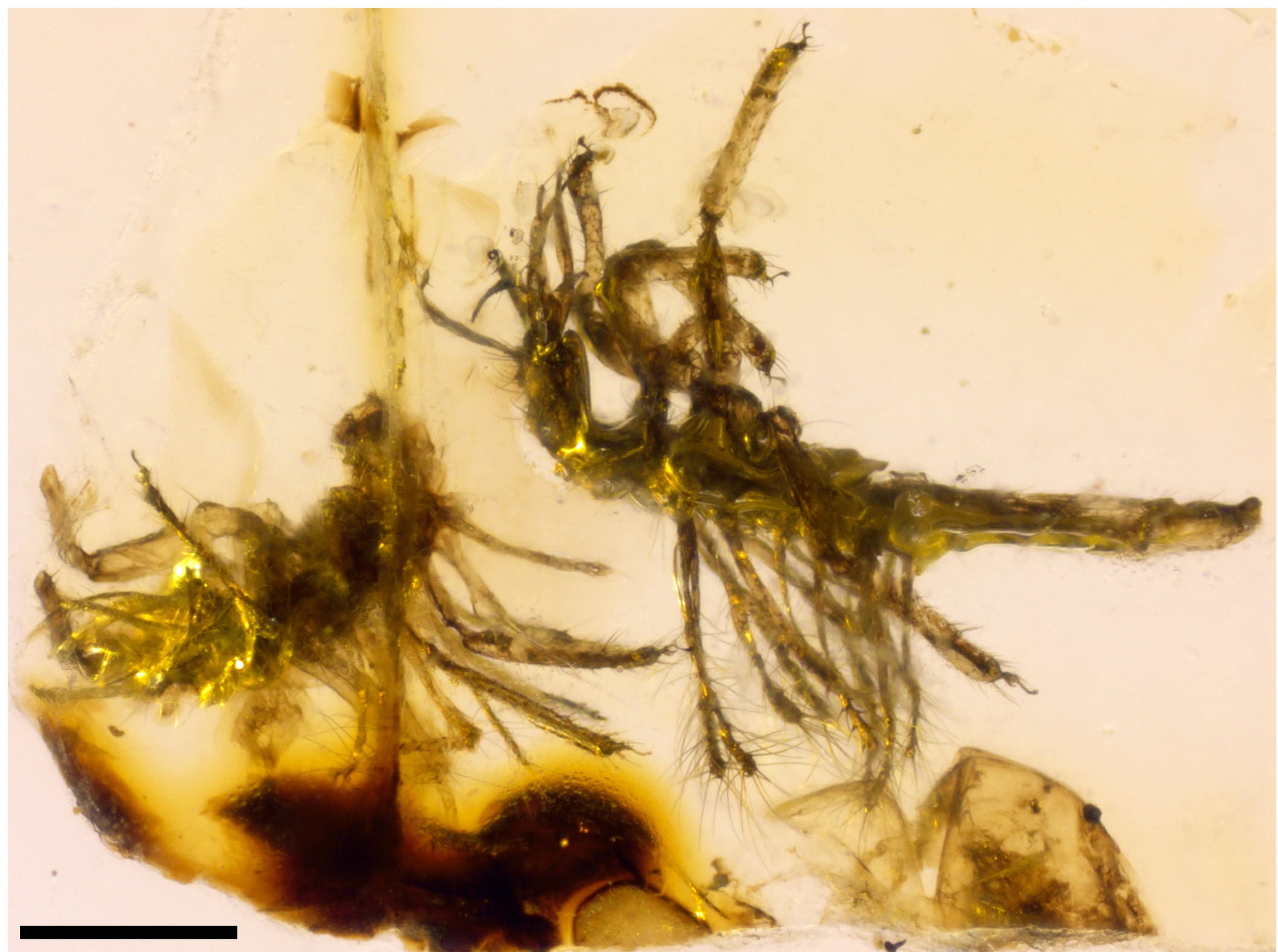
Tragichrysa ovoruptora, a green lacewing larvae

الكهرمان اللبناني عبارة عن راتنج متحجر يوجد في لبنان والمناطق المحيطة بها. ويعود تاريخه إلى حوالي 130-125 مليون سنة إلى العصر الطباشيري المبكر. تشكل على ما كان يُعرف آنذاك بالساحل الشمالي لغندوانا، ويُعتقد أنها منطقة استوائية أو شبه استوائية في مناخ معتدل أو حار. إنهُ أقدم مصدر للكهرمان مع احتوائه عدد كبير من الشوائب. عُثر على ما يصل إلى 300 مصدر للكهرمان اللبناني، منها 17 مصدراً مهماً للشوائب العضوية، وهي الأقدم من نوعها. تساعد الشوائب على توثيق الحيوانات والنباتات الطباشيرية.

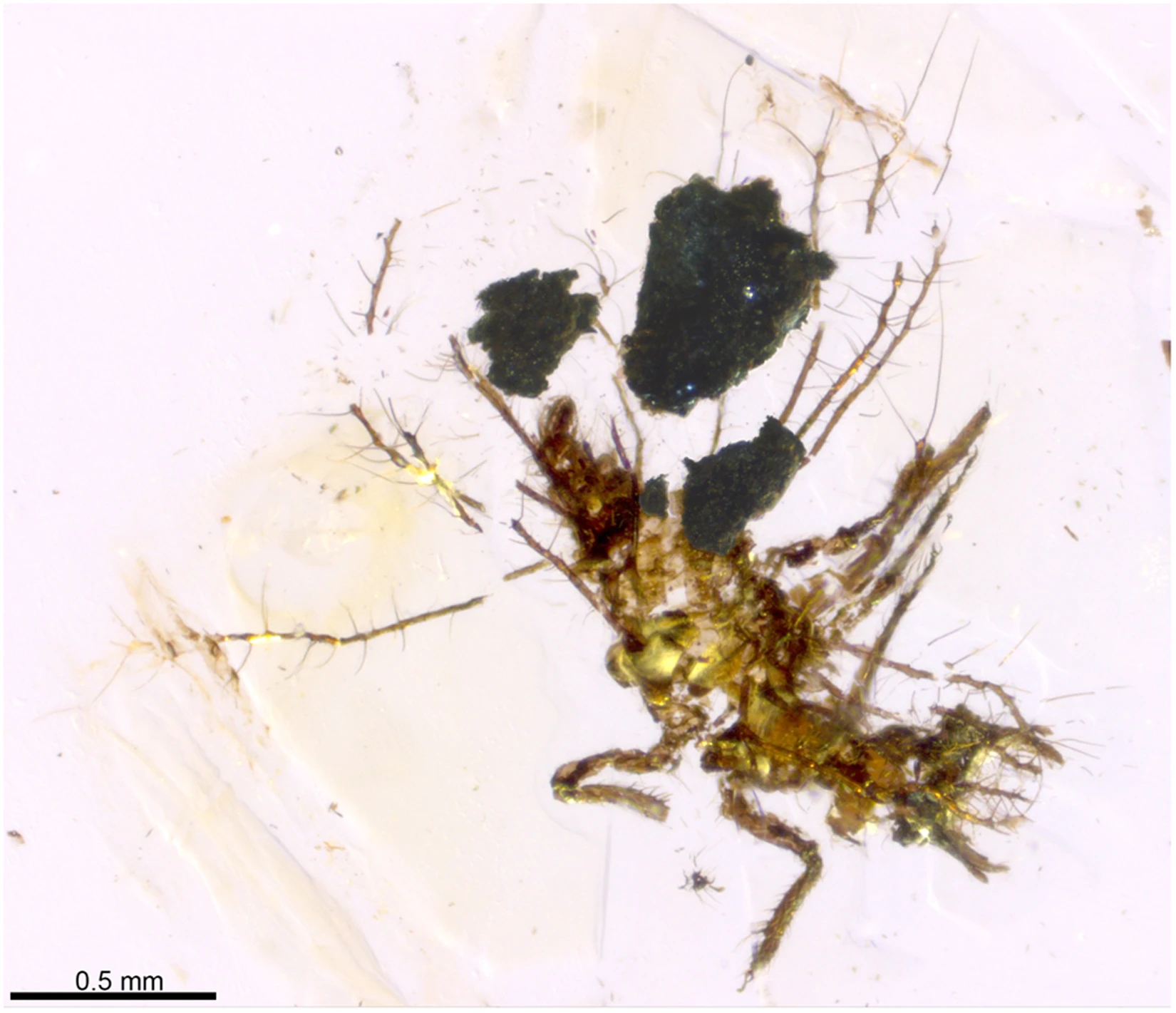
Tyruschrysa melqart, a green lacewing larvae

## الأصول
يمكن العثور على الكهرمان اللبناني في لبنان والمناطق المجاورة لبلاد الشام. أُكتشف ما يصل إلى 300 مصدر مختلف للكهرمان بحلول عام 2010. وقد ترسب الكهرمان في العصر الطباشيري وهو غني بالتركيبات الأحفورية. 19 من المصادر المكتشفة غنية بالشوائب من العصر الطباشيري المبكر. وجميعها تقع في لبنان، مما يجعلها المصدر الأكبر للشوائب في تلك الفترة.

## التاريخ
بصرف النظر عن التقارير المبكرة المحتملة عن الاستخدام الفينيقي، فإن أقدم التقارير عن الكهرمان اللبناني تعود إلى القرن التاسع عشر، وتميل هذه التقارير إلى أن تكون عرضية فقط بسبب ضعف جودة الأحجار الكريمة للكهرمان اللبناني مقارنة بالكهرمان البلطيقي، وكان السكان المحليون أكثر اهتمامًا به. وهو مرتبط بالفحم البني المستخدم للوقود.

## الخواص
يمكن العثور على الكهرمان اللبناني في مجموعة واسعة من الألوان مثل الأصفر والبرتقالي والأحمر الداكن أو الأسود الفحمي المتقزح. نادرًا ما يكون باللون الأبيض أو اللبني أو القشدي. يحدث الاختلاف في درجة اللون بسبب الهواء الموجود في الكهرمان. كثافة الكهرمان اللبناني تبلغ 1.054 جم/سم3. ويميل إلى الهشاشة وسهولة التلف.

## الشوائب
تعتبر الشوائب شائعة جدًا بالنسبة للكهرمان اللبناني، الغني بالكائنات الحية من العصر الباريمي. بجانب الكهرمان الأردني، يعد الكهرمان اللبناني أقدم كهرمان يحتوي على شوائب كبيرة من اللافقاريات إلى جانب كهرمان ويلدن من تكوين ويسيكس في المملكة المتحدة والذي يُكافئ عتقهُ كهرمان لبنان، وهو أقل وفرة بكثير. تعود الكائنات المحفوظة في الكهرمان اللبناني إلى الفترة التي سبقت إشعاع كاسيات البذور، وهي فترة الانقراض الجماعي للمجموعات القديمة من مفصليات الأرجل، فضلا عن ظهور مجموعات جديدة، تطور بعضها مع كاسيات البذور. ويحفظ الكهرمان الكائنات الحية في حالة وشكل جيدين. ويساعد تنوع وعدد الشوائب المشتركة على استخلاص استنتاجات حول العلاقات المتبادلة والتعايش